# Вилхелм Лудвиг фон Насау-Диленбург
Вилхелм Лудвиг фон Насау-Диленбург (на немски: Wilhelm Ludwig vopn Nassau-Dillenburg, на нидерландски: Willem Lodewijk van Nassau-Dillenburg; * 13 март 1560, Диленбург, Хесен, Германия; † 31 май 1620, Леуварден, Нидерландия, наричан Нашият баща, на фризийски: Us Heit) е граф на Насау-Диленбург (1606 – 1620) и щатхалтер на Фризия (1584 – 1620), Гронинген (1584, 1594 – 1620) и Дренте (1596 – 1620).

## Живот
Той е най-възрастният син на граф Йохан VI фон Насау-Диленбург (1536 – 1606) и първата му съпруга Елизабет фон Лойхтенберг (1537 – 1579), дъщеря на ландграф Георг III фон Лойхтенберг и Барбара фон Бранденбург-Ансбах-Кулмбах. Баща му е брат на Вилхелм Орански.
Вилхелм Лудвиг участва в битки при чичо си и той го прави свой заместник във Фризия.
Вилхелм Лудвиг се жени на 25 ноември 1587 г. за братовчедката си Анна фон Ораниен-Насау (1563 – 1588), дъщеря на Вилхелм Орански и втората му съпруга Анна Саксонска. Анна расте в дома на баща му Йохан VI. Бракът е бездетен.
Наследен е от брат му Ернст Казимир, основателят на фризийския клон на фамилията Насау.